# Chattanooga (musikgrupp)
Chattanooga var en svensk popgrupp bestående av systrarna Mia, Ackie och Clara Kempff. 

## Historik
Gruppen startade som gatumusiker 1978 under namnet "Sistersong". År 1981 skrev de kontrakt med skivbolaget Mylabel under ledning av Johan Langer. Langer skickade in en demolåt till SVT inför Melodifestivalen och gruppen ändrade samtidigt namn till Chattanooga, efter jazzlåten med samma namn. Gruppen tävlade i Melodifestivalen 1982 med den egna låten "Hallå hela pressen". Låten kom på fjärde plats i tävlingen. På försäljningslistorna för singlar placerade den sig på andra plats i Sverige och på fjärde plats i Norge. Låten låg på Svensktoppen i åtta veckor under perioden 28 mars-16 maj 1982. Under våren 1982 gav man ut skivan Stoppa pressarna. Året efter kom gruppens andra skiva, Glimten i ögat.
Under turnén 1983 ersattes kompgruppen Strix Q av den norska musikgruppen Salt & Pepper. Chattanooga turnerade på klubbar runtom i Sverige 1984-86 innan man splittrade under hösten 1986. 
År 1993-96 återförenades man tillsammans med fyra andra musiker i gruppen Stig Malms Septett som var husband i Robert Aschbergs nöjesprogram Ikväll och Uppesittarkväll i TV3. Gruppen spelade rythm & blues.
Vintern 2009 spelade alla tre i orkestern i Östersundsrevyn. I början av 2000-talets första decennium bildade man slagverksgruppen Bullermammorna. I augusti 2010 höll man en konsert i Mörsil, en konsert som fick namnet Returkonserten aftersom gruppen hade börjat använda andra föremål än trummor som slagverk, till exempel brödrostar och diskmaskiner.. Konserten följdes av flera spelningar och en skolturné i Jämtland 2012.
År 2022 gav man ut originalversionen av Hallå hela pressen.

## Diskografi

### Album
- 1982 – Stoppa pressarna
- 1983 – Glimten i ögat